# Wertpapieraufbewahrung in der Schweiz
Die zentrale Aufbewahrung von börsengehandelten Wertpapieren in der Schweiz erfolgt durch den Zentralverwahrer. In der Schweiz wird diese Funktion durch die SIX SIS, einem Geschäftsbereich der SIX Group, wahrgenommen. Hierzu wird in Olten an der Baslerstrasse 100 der grösste Wertschriften-Tresor der Schweiz betrieben.

## Historischer Hintergrund
Vor der Einführung der EDV wurden im Börsenhandel alle Wertpapiere als effektive Stücke physisch vom Verkäufer zum Käufer transportiert. Die Wertpapieraufbewahrung erfolgte durch die Banken für ihre Kunden. Dieses war ein sehr aufwendiges, teures und unsicheres Verfahren. Heute werden die Wertpapiere zentral verwahrt und oft nur noch in Form einer Globalurkunde.

## Tresorgebäude
Im Gebäude an der Baslerstrasse 100 in Olten  befindet sich der grösste Tresor der Schweiz. Obwohl die Wertpapiere in Papierform  immer mehr durch die elektronisch gehandelten verdrängt werden, gehen viele Gesellschaften heute wieder aus Prestige-Gründen dazu über, ihre Wertpapiere physisch (Papierform) anzubieten.
Die Angestellten der SIX SIS führen täglich nur etwas über 50 physische Bewegungen mit den eingelagerten Wertpapieren durch. Die kommen etwa vor, wenn eine Bank ihre Wertpapiere einliefert. Der Wert der physisch eingelagerten Wertpapiere schwankt, je nach Börsen- und Währungskurse, um die 2’000 Milliarden Franken.

### Technische Daten
- Aushubtiefe für Tresor		22 m
- Grundfläche des Tresors		47,84 m × 20 m
- Höhe des Tresors			14,2 m
- Inhalt des Tresors			13’586,56 m³
- Tresorwände			        94 cm
- Tresordecke				127 cm
- Gewicht der Tresordecke		3'455 t
- Armierung des Tresors		        429 t
- Einbautiefe ins Grundwasser	        8 m
- Anzahl Lagerplätze (1. Phase)	        30’000
- Kubikinhalt des Gebäudes		65'000 m³
- Bürofläche				3000 m²
- Arbeitsplätze			        250
- Baukosten 				CHF 65 Mio. (einschliesslich Grundstück, Tresor und Innenausbau), davon CHF 11 Mio. Tresortechnik
- Betriebsaufnahme			1993

### Museum
Die SIX Group AG gründete 2002 die Stiftung Sammlung historischer Wertpapiere, die das Museum Wertpapierwelt in Olten betreibt.